# Fort Massachusetts (Mississippi)
Fort Massachusetts war ein Fort der Küstenverteidigung im Bundesstaat Mississippi auf der Insel West Ship Island 19 km gegenüber der Hafenstadt Gulfport  im Harrison County. Es sollte Gulfport schützen und den hier beginnenden Santa Rosa Coastal Waterway abriegeln.

## Das Bauwerk
Es handelt sich um ein aus Backsteinen ausgeführtes Rondell, dessen Grundfläche etwas mehr als einen Halbkreis bildet und das in der Kehle durch eine Hohltraverse als Defensivkaserne abgeriegelt ist. Der Batterieblock war um den Kehlbereich etwas herumgezogen, sodass zwei Kehlkoffer zum Schutz des Eingangsbereichs gebildet wurden. Die Anlage war nicht von einem Graben umgeben. Geschütze konnten auf zwei Ebenen, sowohl in den Kasematten als auch auf Bank (auf dem Deck des Batterieblocks) aufgestellt werden. Bedingt durch die halbkreisförmige Ausführung des Werkes war die Schussrichtung von Süden nach Norden möglich, ausgerichtet war das Fort jedoch nach Westen. Es war ein reines Artilleriekampfwerk, da es, außer den beiden Kehlkoffern zum Schutz des Torbereichs, bauartbedingt keinerlei Abwehrvorrichtungen gegen Infanterieangriffe gab.
Die zum Bau benötigten Ziegelsteine kamen bis zur Sezession aus Louisiana, nach Wiederaufnahme der Bauarbeiten noch während des Sezessionskrieges wurden die Steine aus Neuengland angeliefert und nach dem Ende des Krieges bezog man die Steine wieder aus Louisiana. Dies ist anhand der unterschiedlichen Farben im Mauerwerk deutlich zu erkennen.

## Geschichte

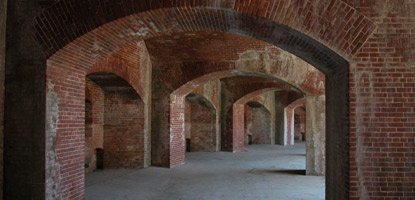
In Fort Massachusetts

Nach dem Britisch-Amerikanischen Krieg von 1812 begann das US-Kriegsministerium mit den Planungen für den Bau von mehreren, aus Backsteinen (masonry) errichteten Befestigungsanlagen zur Küstenverteidigung. Auf Grund seiner Lage am Santa Rosa Waterway schien Ship Island ein günstiger Standort, da auch der Schutz der Mississippimündung und somit New Orleans in die Überlegungen einbezogen wurden.

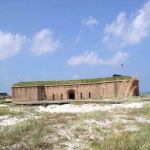
Kehlbereich (von Osten)

1847 wurde die Insel zum Militärischen Sperrgebiet erklärt und 1856 genehmigte der Kongress den Bau eines Forts. Unter Federführung des Army Corps of Engineers begannen 1859 die Bauarbeiten an einer Stelle, die 500 Fuß (150 Meter) östlich der Inselspitze lag. Die Arbeiten wurden zum größten Teil von zivilen Handwerkern ausgeführt (im Gegensatz zu den früher erbauten Forts wie z. B. Fort Pickens scheinen hier keine Sklaven mehr eingesetzt worden zu sein, zumindest gibt es darüber keine Angaben). Bis zu 100 Maurer, Steinmetze, Zimmerleute und Schmiede arbeiteten gleichzeitig an dem Bau. Im Januar 1861, als Mississippi der Konföderation beitrat und die Bauarbeiten durch das US-Militär eingestellt wurden, war die Außenmauer bis zu etwa 2,40 Meter hochgezogen. Die Mississippi-Miliz besetzte die Insel und das unfertige Fort, verließen es jedoch bereits nach kurzer Zeit wieder. Erst im Juni 1861 wurde die Insel erneut, diesmal von regulären Truppen der konföderierten Streitkräfte besetzt und mit einigen Kanonen ausgestattet. Die erste und einzige Kriegshandlung fand am 9. Juli 1861 statt, als sich die Fregatte USS Massachusetts mit dem Fort ein zwanzig minütiges Artillerieduell lieferte, wobei beide Seiten glimpflich und ohne große Verluste davonkamen.
Während der Sommermonate verstärkten die Konföderierten das unfertige Fort mit Baumstämmen und Sandsackbarrieren, zogen jedoch desungeachtet Mitte September von der Insel ab. Daraufhin besetzten die US-Truppen unverzüglich die Insel und bauten sie zu einem Stützpunkt für ihre Operationen gegen den Süden der Konföderation aus. Insbesondere bei der Einnahme von New Orleans im Frühjahr 1862 spielte die Insel eine wichtige Rolle.
Bereits 1862 nahm das Army Corps of Engineers die im Vorjahr unterbrochenen Baumaßnahmen wieder auf. Im Herbst 1866 waren die Arbeiten beendet und die Anlage wurde, wie in Friedenszeiten üblich, an einen zivilen Verwalter (fort keeper) namens C.H. „Pop“ Stone übergeben. Nachdem das Fort mit zusätzlichen Kanonen verstärkt worden war, erhielt ein Sergeant des US-Ordnance Corps die Aufsicht über die Kanonen, eventuell sogar über das gesamte Fort. 1903 wurde das Fort aufgegeben und der Leuchtturmwärter von Ship Island hatte zukünftig das Bauwerk zu beaufsichtigen.

## Restaurierung
Bedingt durch die Lage direkt am Wasser, durch Wellenschlag und salzhaltige Luft verfiel die Anlage immer mehr. Besonders in der nördlichen Sektion wurde der Sand weggespült, sodass die Mauern unmittelbar im Wasser standen. In den 1960er Jahren gründeten Bürger des Staates Mississippi eine „Save the Fort“-Bewegung, um das Fort zu retten. Inzwischen hatte der National Park Service mit Saugbaggern Sand aus der Fahrrinne entnommen und vor dem Fort einen Strand aufgespült. 2001 restaurierte eine Gruppe von Spezialisten des National Park Service Teile der beschädigten Wallmauern. Der Strand wurde zum Schutz der Insel mit Bewuchs versehen.
Das Fort ist eine historische Touristenattraktion innerhalb des Gulf Islands Nationalparks (Gulf Islands National Seashore) und steht unter Verwaltung des National Park Service.

## Namensgebung
Das Fort, das offiziell nur „Fort on Ship Island“ heißt, wurde erstmals im Bürgerkrieg als Fort Massachusetts bezeichnet, möglicherweise in Gedenken des Gefechts der USS Massachusetts. Fort Massachusetts hat sich eingebürgert und wird ausschließlich verwendet.